# Cathédrale de Guarda
La cathédrale Notre-Dame-de-la-Consolation ou cathédrale de Guarda (en portugais : Catedral de Nossa Senhora da Consolação ou Sé Catedral de Guarda) est une cathédrale catholique située à Guarda, au Portugal. Elle est l'église-mère du diocèse de Guarda.
Elle est classée monument national depuis 1907.

## Historique

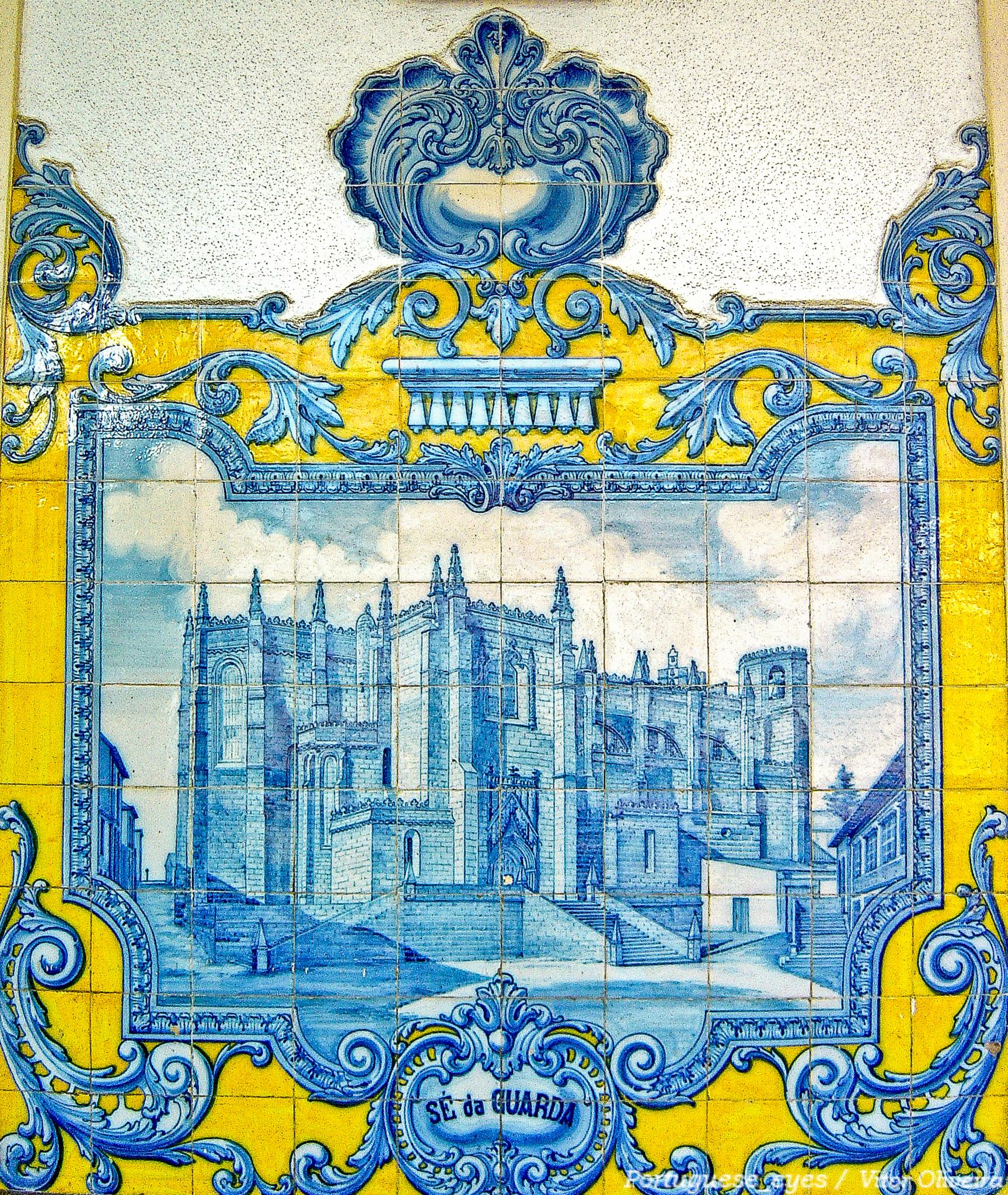
Azulejo représentant la cathédrale à la gare ferroviaire de Vilar Formoso.

La cathédrale a été construite à la suite de la demande du roi Sanche Ier au pape Innocent III de transférer le diocèse d'Egitânia (pt) (Idanha-a-Velha) à la nouvelle ville de Guarda. Il ne reste rien du bâtiment original de style roman. Cependant, des traces ont été trouvées qui indiquent une construction simple.
Le roi Sanche II ordonna la construction d'une deuxième cathédrale de proportions modestes, mais démolie dans la seconde moitié du XIVe siècle lorsque les murs de la ville ont été renforcés par le roi Ferdinand Ier pendant les guerres avec la couronne de Castille.
La construction de l'actuelle cathédrale remonte à la fin du XIVe siècle, sous le règne du roi Jean Ier. Les travaux traînèrent en longueur et ne furent achevés que sous le règne du roi Jean III, au milieu du XVIe siècle, ce qui en fait l'un des derniers monuments portugais de l'époque gothique, avec des traces évidentes d'influence manuéline.
L'histoire de la conservation de la cathédrale a connu une période importante au tournant du XIXe siècle : en 1898, l'architecte Rosendo Carvalheira a été chargé de restaurer l'édifice, réalisant l'un des plus importants projets de restauration revivaliste de la région, ce qui explique l'état de conservation remarquable de la cathédrale.
Fermée au culte lors de l'instauration de la République, sous prétexte d'assurer sa restauration, qui n'a jamais eu lieu, elle a été rouverte le 21 juin 1921 pour la consécration épiscopale de Mgr José do Patrocínio Dias, évêque de Beja et originaire de Covilhã, dans le diocèse de Guarda.

## Architecture
L'église gothique à trois nefs est basilicale et dispose d'un transept. L'abside est stabilisée par des contreforts, tandis que la nef dispose également d'arcs-boutants avec des surcharges. Deux petites tours occidentales octogonales émergent de la façade vers l'extérieur. À l'intérieur, les trois nefs sont couvertes par des voûtes d'arêtes arrondies. Les dernières colonnes de la nef centrale à deux étages en élévation sont constituées d'ensembles torsadés ; des formes similaires au style manuélin se retrouvent également sur le portail ouest, qui semble exigu, et sur la fenêtre haute du portail nord.

## Galerie

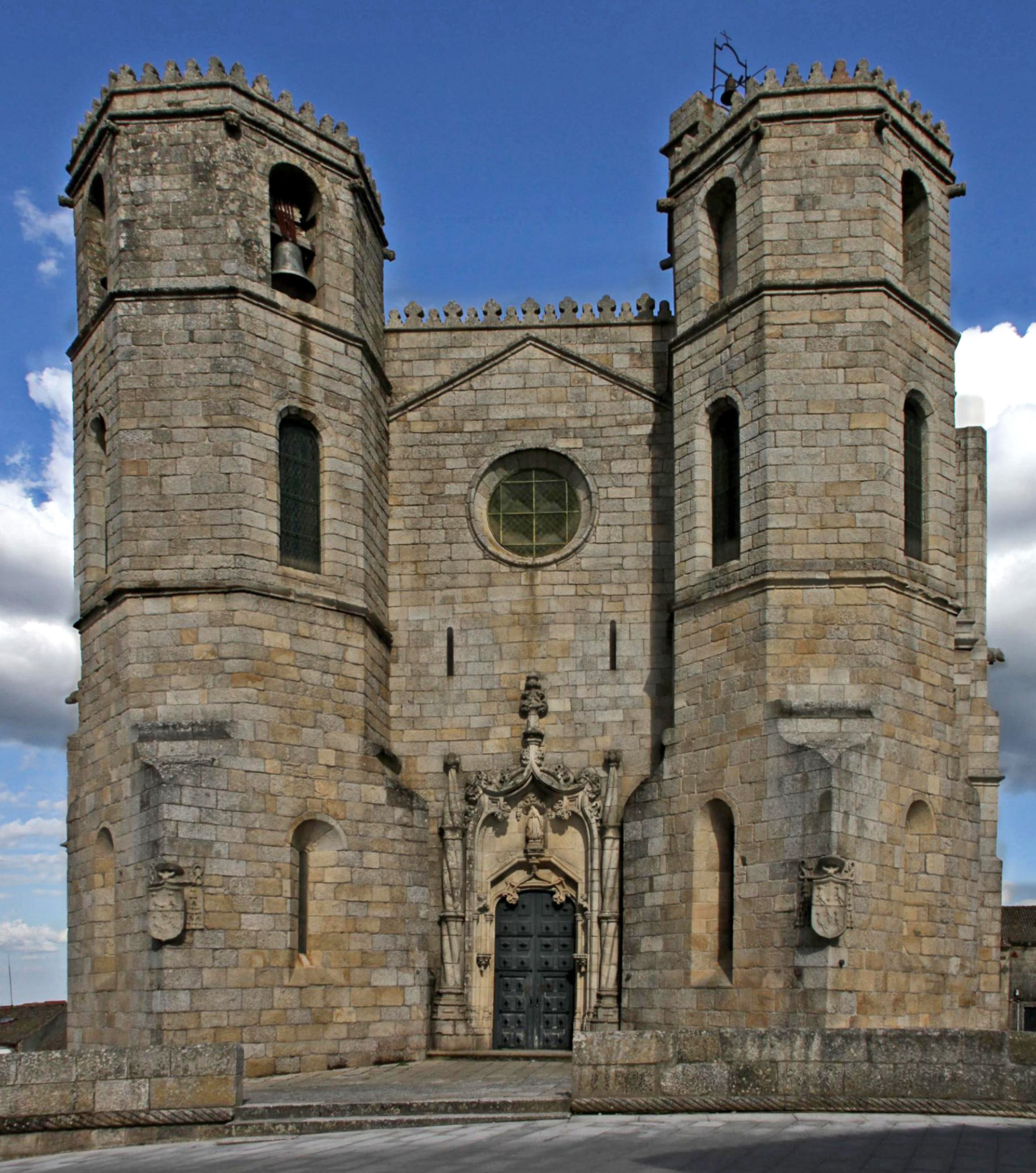
La façade.
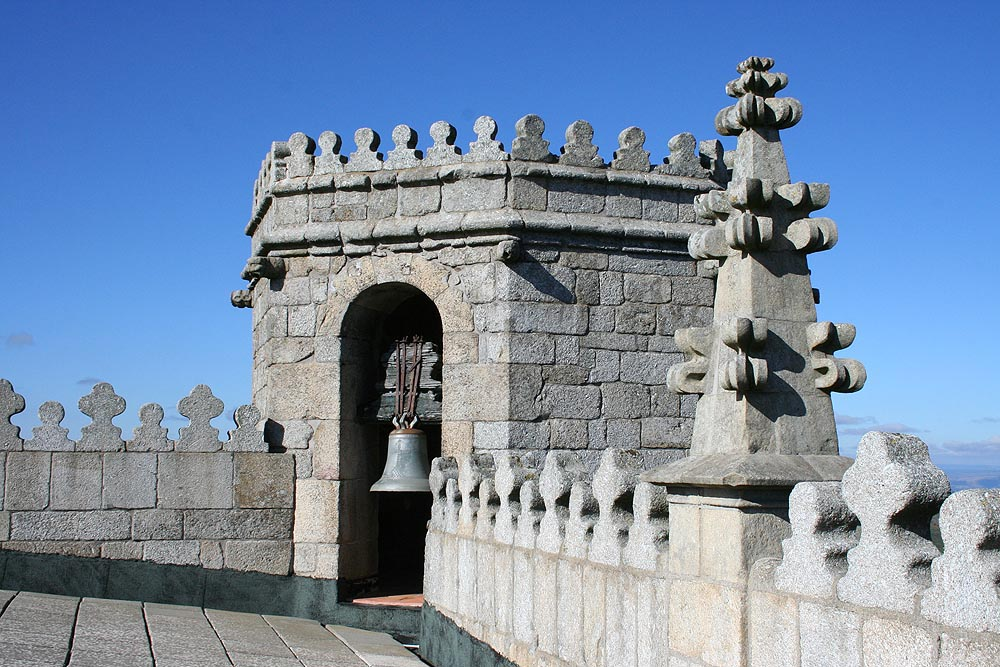
Le sommet du clocher.
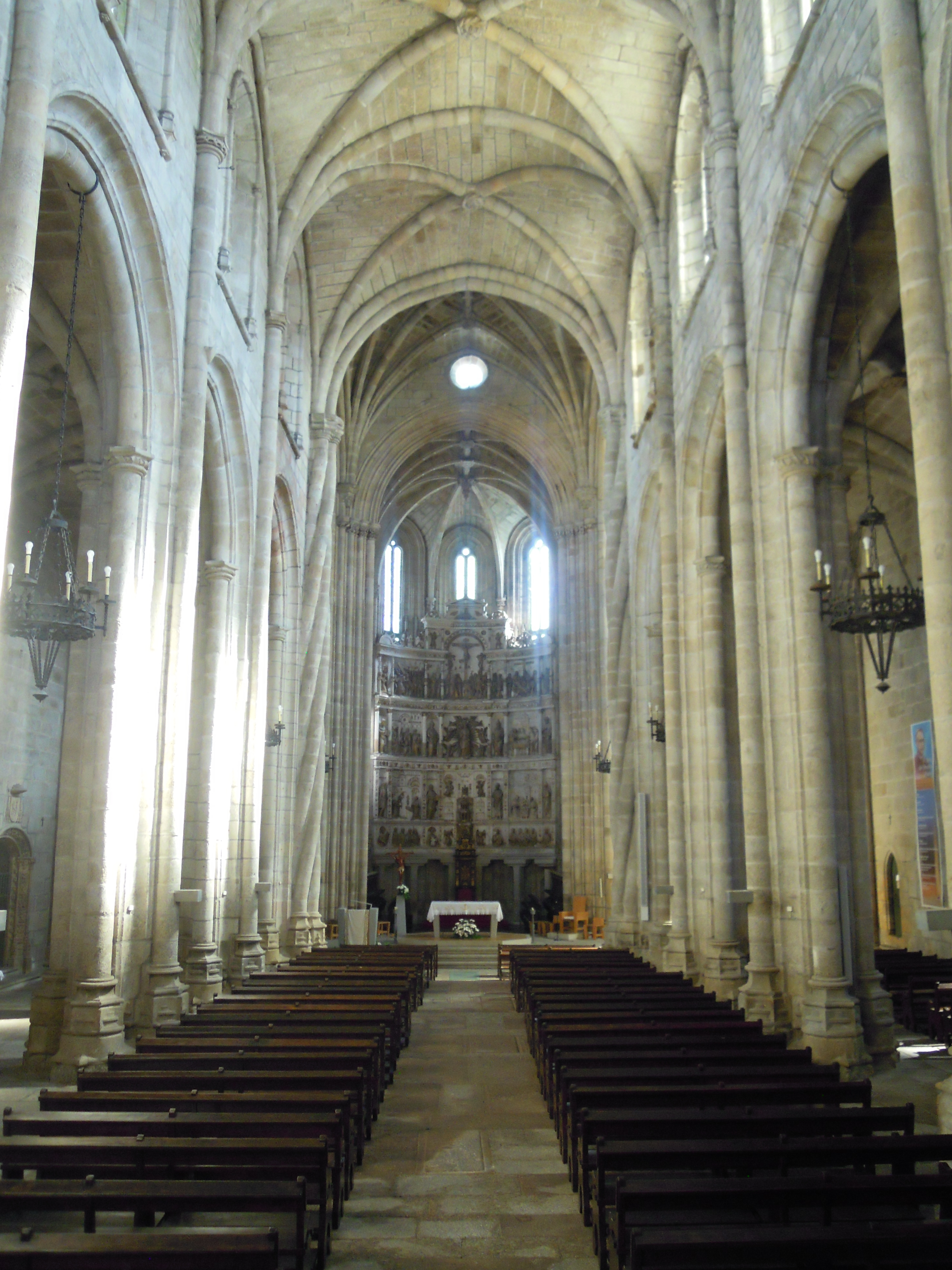
La nef.
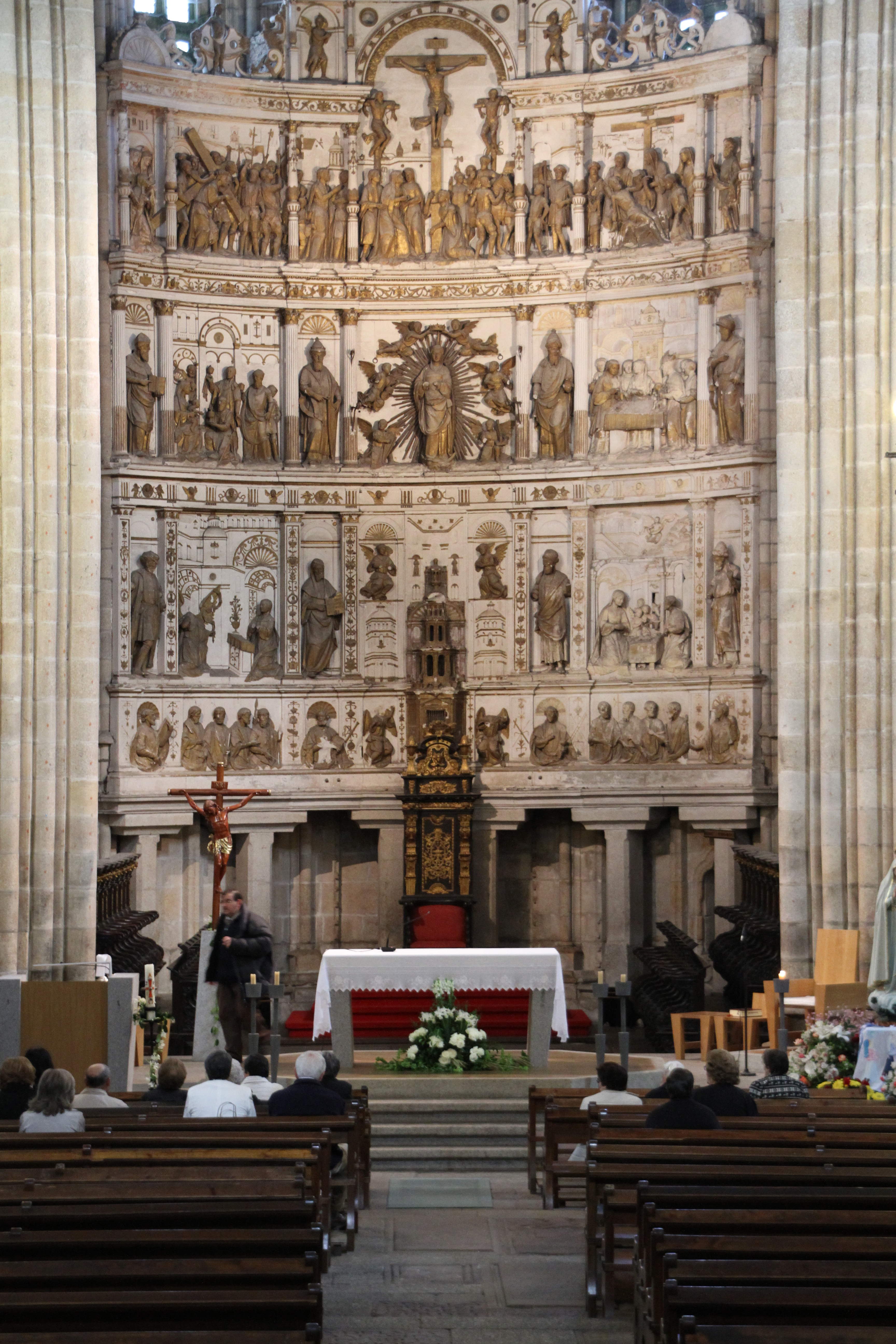
Le retable.